# Ferdinand Magellan
Ferdinand Magellan, egentligen Fernão de Magalhães, uttalas: [fɨɾˈnɐ̃w ðɨ mɐɣɐˈʎɐ̃jʃ] (uttal enligt nutida europeisk portugisiska), född 1480 i Sabrosa, Portugal, död 27 april 1521 på ön Mactan, Filippinerna, var en portugisisk sjöfarare och upptäcktsresande som seglade för både Portugal och Spanien.
Han var den förste att segla från Europa västerut mot Sydamerika och hitta vägen till Stilla Havet med målet att finna Kryddöarna i Indonesien. Efter att ha seglat över hela Stilla havet dog han i strid på ön Mactan i Filippinerna. Av hans flotta på fem fartyg var det bara Victoria som återkom till Spanien. Denna första världsomsegling har beskrivits av den italienske krönikören Antonio Pigafetta som var en av de få som återkom till ursprungshamnen Sanlúcar de Barrameda.

## Födelse och uppväxt
Ferdinand föddes i Sabrosa (nära Vila Real, i provinsen Trás-os-Montes i norra Portugal). Han var son till Pedro Rui de Magalhães, som var borgmästare i staden, och Alda de Mesquita, och tillhörde sålunda den portugisiska överklassen. Magellan hade två syskon: en bror, Diogo de Sousa, uppkallad efter sin farmor, och en syster, Isabel.
Magellans föräldrar dog när han var tio år gammal. Vid 12 års ålder blev Magellan page till kungen Johan II och drottning Eleonora vid det kungliga hovet i huvudstaden Lissabon, där hans bror hade gått två år tidigare. År 1496 blev Magellan väpnare. Det var en tid då Portugal utforskade sjövägen runt Afrika. Vasco da Gama fann sjövägen till Indien år 1498. Vid hovet hade Magellan blivit intresserad av astronomi och sjöfartskunskap. Han fortsatte med sin utbildning tillsammans med sin kusin Francisco Serrão, möjligtvis under kartografen Martin Behaim.

## Tidiga resor

### Sydasien
Magellan gick först till sjöss vid 20 års ålder. År 1505 skickades han till Indien för att installera Francisco de Almeida som portugisisk vicekonung där, och för att sätta upp militära flottbaser längs vägen. Magellan blev sedan kvar i Portugisiska Indien i åtta år.
År 1509 deltog han i det kritiska sjöslaget vid Diu mot en egyptisk flotta. Senare samma år blev han befäl på ett fartyg som deltog i Diego Lopez de Sequeira handelsresa till Sultanatet Malacka. När sultanens soldater attackerade portugiserna kunde Magellan rädda amiralen och sin kusin Serrão. Året därpå 1510 befordrades Magellan till kaptens grad.
År 1511 deltog Magellan i Afonso de Albuquerques eskader med uppdrag att erövra Sultanatet Malacka. Flottan bestod av 18 skepp, 900 soldater och 200 hinduiska legosoldater och seglade österut i april. Staden Malacka belägrades och i augusti flydde sultanen. Det blev ett rikt krigsbyte och Magellan köpte en slav, en ung malaj för att tjäna som betjänt tolk av det språk som talades i en stor del av sydostindien.
I slutet av året skickade Albuquerque en expedition om tre fartyg till Moluckerna under befäl av António de Abreu. Enligt en källa, anslöt sig Magellan i hemlighet till denna expedition. Men han kallades tillbaka, förlorade sin kaptensgrad och skickades tillbaka till portugisiska Indien och kallades senare till Portugal.

### Marocko
Från Portugal skickades Magellan till Marocko, där han deltog i slaget vid Azamor den 28 till 29 augusti 1513. Han blev allvarligt skadad i ett knä då han slogs emot det moriska fästet.
Fast han var skadad, och hade fått flera medaljer, anklagades han för illegal handel med de islamska morerna. Han hade också blivit indragen i en konflikt med Almeida: när Magellan hade lämnat armén utan tillstånd, lämnade Almeida en negativ rapport till det portugisiska hovet. Flera av anklagelserna togs så småningom tillbaka, men Magellan råkade i onåd hos kung Manuel I, som vägrade att höja ersättningen till Magellan.

### Brytning med Portugal
Kungen sade också till Magellan att han inte skulle få någon mer anställning i hans lands tjänst efter den 15 maj 1514. Magellan avsade sig då formellt sitt portugisiska medborgarskap.
År 1517 flyttade han till Sevilla. I ’’Sevilha India House’’ träffade han portugisen Diogo Barbosa som hjälpte honom med spanskt medborgarskap. Han gifte sig med Barbosas dotter och fick två söner som dog i späd ålder. Därefter erbjöd han sina tjänster till det spanska hovet, varvid han ändrade sitt namn från "Fernão de Magalhães" till "Hernándo de Magallanes". Svågern Duarte Barboso kom senare att delta i den första världsomseglingen.

## Första världsomseglingen

### Resan runt Sydamerika

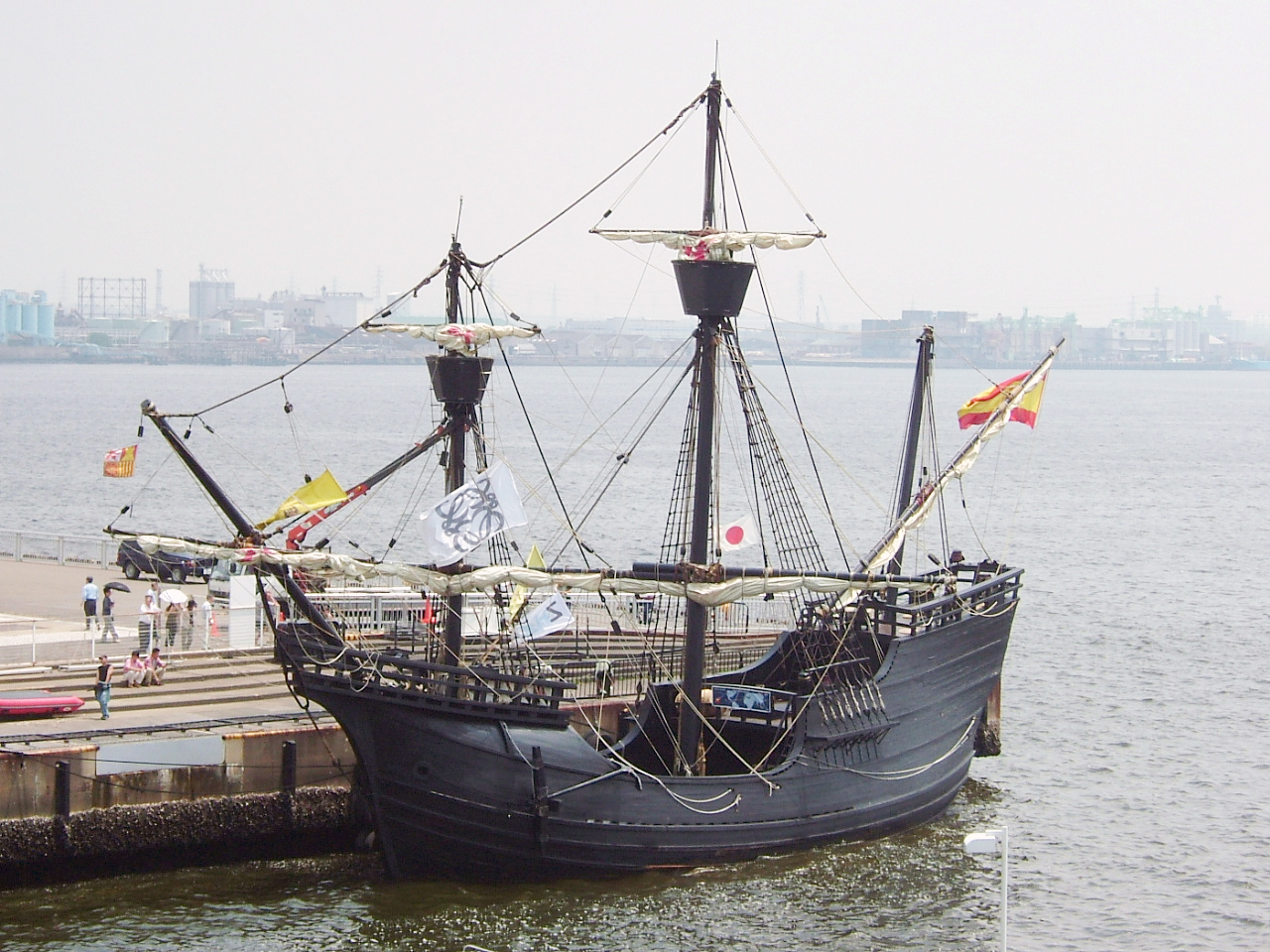
Rekonstruktion av fartyget Victoria.

Magellan hade kännedom om portugisiska kartor som fanns i det hemliga sjöfartsarkivet med antydningar att det skulle finnas en förbindelse mellan Atlanten och Stilla havet i Sydamerika. Troligtvis var det viken vid Rio de Janeiro eller mynningen av Río de la Plata som av kartans skapare blev misstolkad som sund. Magellan bestämde sig därför att segla västerut för att hitta en väg till Kryddöarna. Han var övertygad om att dessa öar tillhörde den världsdel som 1494 i Tordesillasfördraget blev tilldelad Spanien. Magellan hittade betydelsefulla vänner för genomförandet av planen, bland annat astronomen Ruy Faleiro, föreståndaren för ett viktigt handelshus, och kardinalen Juan Rodríguez de Fonseca. Den 22 mars 1518 undertecknade Magellan i Valladolid ett fördrag med Karl I av Spanien över fem fartyg för en resa mot Stilla havet. Om resan lyckades skulle Magellan och Ruy Faleiro tjäna en femtedel av inkomsterna. Deras familjer fick tillåtelse att utse guvernören i nyupptäckta områden. Dessutom försäkrade kejsaren att ingen annan person skulle få rättighet att utföra samma resa under loppet av tio år. Resan betalades till största del av den spanska kronan och rederiet Cristobal de Haro.
Den 10 augusti 1519 började resan i Sanlúcar de Barrameda med en flotta av följande fartyg:
- Trinidad, 120 ton, 55 män besättning, kapten: Ferdinand Magellan
- San Antonio, 130 ton, 60  män besättning, kapten: Juan de Cartagena
- Concepción, 90 ton, 45  män besättning, kapten: Gaspar de Quesada
- Victoria, 90 ton, 42  män besättning, kapten: Luis de Mendoza
- Santiago, 60 ton, 32  män besättning, kapten: Juan Serrano

De seglade först på floden Guadalquivir och efter att de nådde mynningen fördröjdes resan fem veckor på grund av spanska auktoriteter som tvivlade på att en portugis hade kunnat få kejsarens befogenhet. Den 20 september 1519 fortsatte de resan mot Sydamerika med målet att finna en passage till Stilla havet. Magellan hämtade proviant på Teneriffa och de seglade sedan förbi Kap Verde (3 oktober) innan de tog kurs mot Brasilien. Den 20 november korsade flottan ekvatorn. På grund av denna sydliga kurs missade de en del av passadvinden vilket fördröjde resan. De spanska kaptenerna kritiserade Magellan. Magellan såg sin auktoritet vara i fara och arresterade Juan de Cartagena som var den andra ledaren.

### Stilla havet
Den 21 oktober 1520 seglade Magellans fem fartyg in i sundet som sedan skulle kallas Magellans sund. Men det var svårt och farligt att navigera och besättningen tvingade kaptenen på ’’San Antonio’’ att återvända och segla hem över Atlanten. En månad senare hade de kommit igenom sundet och hade den stora oceanen framför sig. Havet var lugnt och Magellan döpte havet till Mar Pacifico, på svenska blev det Stilla Havet. Infödingarnas eldar, som man observerade under natten, gav upphov till namnet Eldslandet (Tierra del fuego).
Nu började resans verkliga vedermödor och faror. Så länge man hade den chilenska kusten nära gick det någorlunda lätt att skaffa livsmedel. Men från det ögonblick man tvingades anförtro sig åt öppna havet kom hungern. Slumpen ledde Magellans fartyg genom hela Polynesien och Melanesien utan att sjöfararna fick annat land i sikte än två ofruktbara korallöar. I över tre månader kämpade besättningen för livet; man hade redan tillgripit läder och dylikt för att stilla sin hunger, när en ögrupp dök upp den 6 mars 1521 som befanns vara bebodd. Magellan hade uppskattat att resan över denna ocean skulle gå på mindre än en månad. Men i själva verket tog sjöresan tre månader innan de siktade land och kunde fylla på vatten och proviant, troligen på ön Guam.

### Filippinerna och Magellans död
Resan fortsatte och de kom fram till Filippinska arkepelagen med endast tre fartyg och 150 man av ursprungliga 270 som startat från Spanien. De ankrade vid ön Cebu den 16 mars 1521 och blev väl mottagna av Raja Humabon. Men senare hamnade Magellan och besättningen mitt i ett krig mellan öarna Cebu och Mactan. Magellan dog i strid på Mactan den 27 april av ett spjut i bröstet i en strid ledd av hövdingen Lapu-Lapu. Hans stoft blev kvar på ön.
Magellan kom aldrig fram till kryddöarna, men två av hans fartyg kom till Moluckerna den 5 november 1521. Endast ett av de fem fartygen i hans flotta återvände till Spanien i september 1522, efter att ha seglat runt Afrika under Juan Sebastián Elcanos befäl.

## Eftermäle
- Asteroiden 4055 Magellan[8]
- Rymdsonden Magellan
- Magellanska molnen
- Magellans sund